# Verliebt im Schnee – Ein Winter in Colorado
Verliebt im Schnee – Ein Winter in Colorado (Originaltitel: Winter in Vail) ist eine kanadisch-US-amerikanische Liebeskomödie von Terry Ingram aus dem Jahr 2020. Die Hauptrollen sind mit Lacey Chabert als Chelsea und Tyler Hynes als Owen besetzt.

## Handlung
Die Eventmanagerin Chelsea stellt ihrer Chefin Trish gerade ihr neustes Event vor. Bei der Planung wird sie jedoch von dieser unterbrochen und erfährt daraufhin von ihrer Kollegin Vienna, dass sie möglicherweise im Gespräch für die Stellvertreterin sei. Dies stellt sich jedoch als falsch heraus, da sie den neuen Stellvertreter abholen soll und ihn mit seiner neuen Umgebung vertraut machen soll. Als sie dann telefonisch erfährt, dass ihr Onkel gestorben ist und ihr sein Anwesen vermacht hat, trifft sie die Entscheidung, ihren Job zu kündigen und nach Vail in das Anwesen zu ziehen.
Als sie in Vail ankommt, wird sie zunächst von einem Postboten, der sich später als Owen herausstellt, darauf hingewiesen, dass sie in der Fußgängerzone parkt und jeden Moment abgeschleppt wird. Im lokalen Supermarkt stellt sie fest, dass das „normale“ Essen nur einen kleinen Teil des Sortiments darstellt und es stattdessen viele deutsche Spezialitäten wie Glühwein und Spätzle zu kaufen gibt, welche ihr von Molly, der Bedienung im Edelweiß-Restaurant, empfohlen wird. 
Als sie am Chalet angekommen ist, bemerkt sie, dass ihr Onkel vor seinem Ableben damit beschäftigt war, das ganze Haus zu renovieren, weshalb sie die erste Nacht eingemummelt in mehreren Decken im Bett verbringt. Die Maklerin Bev telefoniert mit dem örtlichen Handwerker, welcher kurze Zeit später vorbeikommt. Es ist Owen, der zugibt, dass die beiden miteinander einen schlechten Start hatten und von vorne beginnen sollten. Er beginnt damit, die Heizung zu reparieren, im Anschluss gehen die beiden ins Edelweiß, um zu Abend zu essen. Dort erfährt sie, dass ihr Onkel der Konditormeister des Restaurants war und viele Touristen aufgrund seines überragenden Apfelstrudels hierher gekommen sind. Doch mittlerweile kommen nur noch sehr wenige Touristen ins Edelweiß, weshalb der Inhaber Karl, welcher Owens Vater ist, um seine Existenz bangt.
Am nächsten Morgen wird sie bereits um 6:00 Uhr von den Handwerkern Owen und Rob geweckt, welche mit den Renovierungsarbeiten fortfahren. Owen lädt sie am Nachmittag zum Schneereifenfahren ein. Dabei treffen sie auch auf Rob und Molly und sie haben viel Spaß zusammen. Obwohl Chelsea nach Aufträgen sucht, findet sie keine Angebote. Als sie das Apfelstrudelrezept ihres Onkels findet, kommt ihr die Idee: Sie plant ein Strudelfest in Vail zu veranstalten, bei dem sich alle beteiligen können und die Existenz des Edelweiß gerettet werden kann. Owen und die anderen Bewohner von Vail sind begeistert von dem Vorschlag und Chelsea geht direkt zur Eventplanung über. Sie plant einen Wettbewerb, wer den besten Strudel backt, dafür lädt sie die drei beliebtesten Gastronomen im Umkreis ein, welche die Jury bilden. 
Während den Vorbereitungen besucht sie ihre alte Kollegin Vienna, welche im Auftrag ihrer ehemaligen Chefin Trish kommt: Der neue Stellvertreter ist eine Katastrophe, weshalb ihre Chefin zu allen Mitteln greifen würde, um Chelsea wieder in ihr Team zu holen. Sie bekommt dafür sogar den Posten als neue Stellvertreterin angeboten. Chelsea ist im Zwiespalt: Einerseits hat sie viele Jahre auf die Rolle des Stellvertreters hingearbeitet, andererseits hat sie ihr Leben in Vail lieben gelernt und möchte die Stadt auch wegen Owen, für den sie Gefühle entwickelt hat, nicht verlassen. Schweren Herzens entscheidet sie sich, nach LA zurückzukehren und den Stellvertreterposten anzutreten. Auf ihrer alten Arbeit muss sie feststellen, dass sie ihr ruhiges Leben in Vail inklusive Owen vermisst. 
Owen erzählt Karl, dass er beim angesehenen Hotel Sebastian einen Auftrag als Architekt erhalten hat, einen weiteren Hotelflügel zu bauen. Karl erzählt ihm, dass das Edelweiß wieder im neuen Reiseführer steht, was auf das Strudelfest zurückzuführen ist. Er merkt, dass Owen auch Gefühle für Chelsea hatte und fragt ihn, warum er sie gehen gelassen hat. Da Owens Werkzeug von den Renovierungsarbeiten noch im Chalet steht, macht er sich nach Bevs Aufforderung auf den Weg, um es zu holen.
Am Chalet angekommen bemerkt er, dass die Haustür offen steht. Er findet auf dem Balkon Chelsea vor, welche sich den Sternenhimmel ansieht. Sie sagt ihm, dass sie ihre Entscheidung, aus Vail wegzugehen, bereut hat und mittlerweile viele Anfragen für Eventplanungen aus Vail bekommt. Ihre Entscheidung, nach Vail zurückzukehren, liegt auch daran, dass sie Sehnsucht nach Owen hatte und nachdem sie ihm dies mitgeteilt hat, küssen sich die beiden.

## Drehort

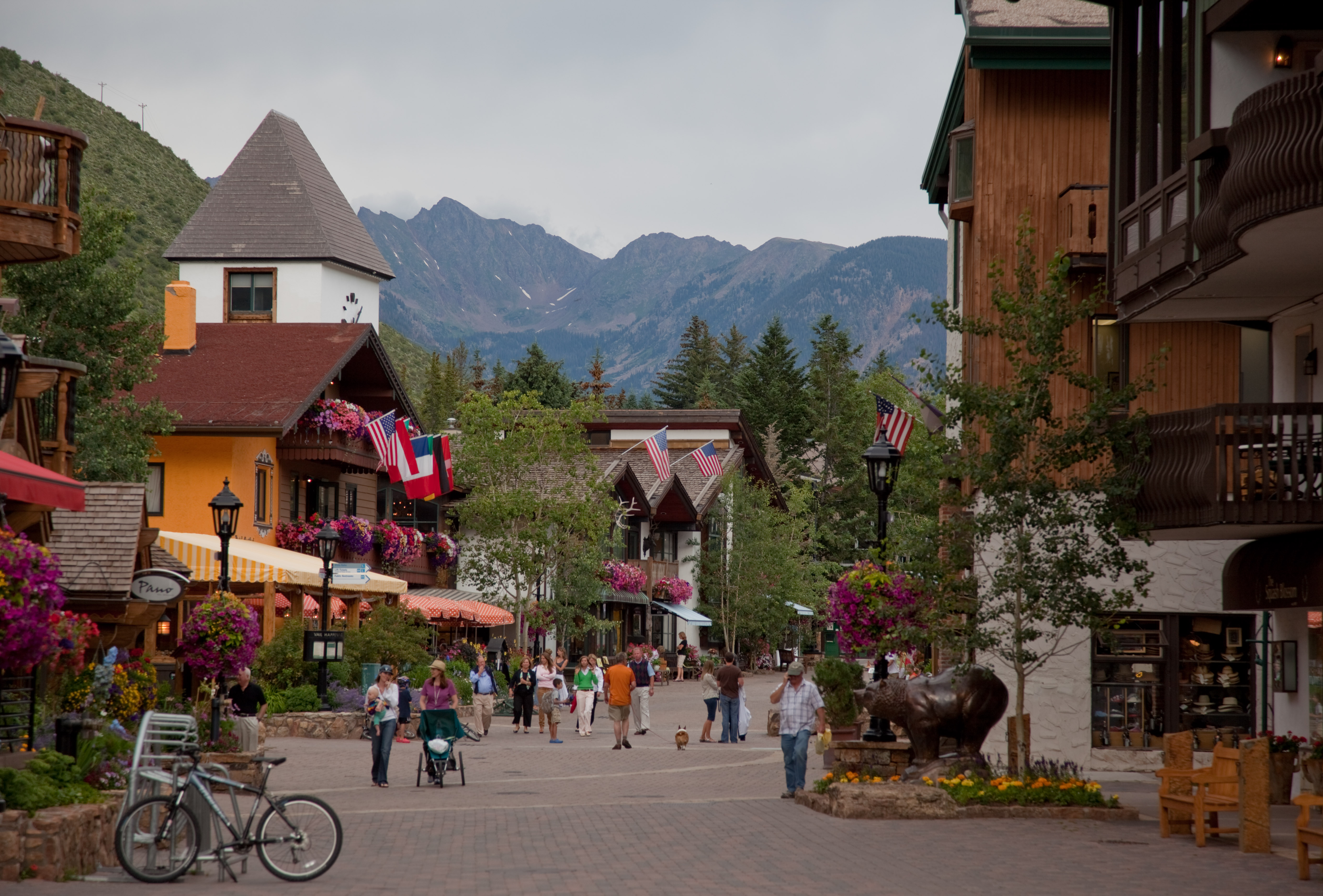
Fußgängerzone in Vail, einem der Drehorte und Hauptschauplatz des Films

Die Aufnahmen fanden vom 13. November 2019 bis zum 5. Dezember 2019 in Vail und in Calgary statt. Die Szenen am Skilift wurden im Skigebiet des Mount Norquay gedreht. Für das Edelweiß-Restaurant wurde das Italian Farmhouse in Bragg Creek verwendet.

## Kritiken
Der Film erhielt überwiegend positive Kritiken und erzielte bei IMDb eine durchschnittliche Bewertung von 7,0 der möglichen 10 Punkte.